# Veterinärrat
Veterinärrat war ein Titel, der in der DDR zur Würdigung verdienstvoller Tätigkeit im vorbeugenden Gesundheitsschutz und bei der Verhütung und Bekämpfung von Tierseuchen an Tierärzte verliehen werden konnte. Es konnte auch der Titel Oberveterinärrat verliehen werden. Die Titel Veterinärrat und Oberveterinärrat, sowie Geheimer Veterinärrat, wurden auch im Deutschen Reich verwendet.

## Verleihungsvoraussetzungen
An Tierärzte, die sich in hervorragender Weise um die Intensivierung der Tierproduktion verdient gemacht haben, konnte der Titel Veterinärrat verliehen werden. Hierbei waren insbesondere Leistungen bei der Entwicklung und Durchsetzung des wissenschaftlichen Fortschritts auf dem Gebiet der Veterinärmedizin und im vorbeugenden Gesundheitsschutz erforderlich.
Leitenden Tierärzten in veterinärmedizinischen Fachorganen und Einrichtungen konnte der Titel Veterinärrat verliehen werden. Nach mindestens zehnjähriger vorbildlicher Leitungstätigkeit konnte der Titel Oberveterinärrat verliehen werden. Es waren hier hervorragende Ergebnisse bei der Erhöhung der Produktivität und Effektivität der Tierproduktion nachzuweisen.

## Verleihungsverfahren
Die Titel wurden durch den Minister für Land-, Forst- und Nahrungsgüterwirtschaft der DDR verliehen. Die Verleihung erfolgte am Tag der Republik, dem Nationalfeiertag der DDR, oder an anderen Staatsfeiertagen. Dem Ausgezeichneten wurde eine Urkunde ausgehändigt. Der Titel konnte im Zusammenhang mit dem Namen geführt werden. Die Auszeichnung konnte jedoch auch wieder aberkannt werden.

## Bundesrepublik Deutschland
Heute ist in Deutschland "Veterinärrat" eine Amtsbezeichnung im Eingangsamt (Besoldungsgruppe A 13) im höheren veterinärmedizinischen Dienst. Veterinärräte werden typischerweise nach wenigen Jahren zu Oberveterinärräten (A 14) befördert, weil sowohl in der Ministerialverwaltung als auch in den nachgeordneten Behörden in aller Regel die entsprechenden veterinärmedizinischen Stellen mit A 14 dotiert sind.